# Tesla
 Ovo je glavno značenje pojma Tesla. Za druga značenja pogledajte Tesla (razdvojba).
Tesla (oznaka T; po N. Tesli) je mjerna jedinica magnetske indukcije (gustoće magnetskoga toka), izvedena jedinica Međunarodnog sustava mjernih jedinica SI. Tesla je određen elektromagnetskom indukcijom homogenoga magnetskoga polja koje djeluje na električni vodič silom od jednoga njutna po metru duljine vodiča, ako je vodič okomit na polje i njime teče stalna električna struja jakosti jedan amper. Tesla je njutn po amperu i metru, to jest:
{\displaystyle {\text{T}}={\dfrac {\text{N}}{{\text{A}}{\cdot }{\text{m}}}}={\dfrac {{\text{V}}{\cdot }{\text{s}}}{{\text{m}}^{2}}}={\dfrac {\text{J}}{{\text{A}}{\cdot }{\text{m}}^{2}}}={\dfrac {{\text{H}}{\cdot }{\text{A}}}{{\text{m}}^{2}}}={\dfrac {\text{Wb}}{{\text{m}}^{2}}}={\dfrac {\text{kg}}{{\text{C}}{\cdot }{\text{s}}}}={\dfrac {{\text{N}}{\cdot }{\text{s}}}{{\text{C}}{\cdot }{\text{m}}}}={\dfrac {\text{kg}}{{\text{A}}{\cdot }{\text{s}}^{2}}}}

## Veličina sile koja djeluje na ravan vodič u magnetskom polju
Mjeri li se silu F koja djeluje na ravan električni vodič u magnetskom polju kod različitih jakosti električne struje I, različite gustoće magnetskog toka B i različitih duljina električnog vodiča l, dolazi se do sljedeće zakonitosti:
{\displaystyle F=B\cdot I\cdot l}
Iz toga izraza dobijemo lako magnetsku indukciju B ako su poznate ostale 3 veličine, to jest:
{\displaystyle B={F \over I\cdot l}}
Iz toga možemo izvesti i definiciju mjerne jedinice magnetske indukcije. Jedinicu magnetske indukcije ima magnetsko polje koje djeluje silom od 1 N na električni vodič duljine 1m, koji stoji okomito na magnetske silnice kada u njemu teče električna struja od 1 A. Ta se mjerna jedinica zove 1 njutn na ampermetar (N/Am) ili 1 tesla (T). 
Budući da je:
{\displaystyle \mathbf {N} ={\mathbf {V} \cdot \mathbf {A} \cdot \mathbf {s}  \over \mathbf {m} }}
to je:
{\displaystyle \mathbf {T} ={\mathbf {V} \cdot \mathbf {A} \cdot \mathbf {s}  \over \mathbf {m} \cdot \mathbf {A} \cdot \mathbf {m} }={\mathbf {V} \cdot \mathbf {s}  \over \mathbf {m^{2}} }}
ili:
{\displaystyle \mathbf {T} ={\mathbf {V} \cdot \mathbf {s}  \over \mathbf {m^{2}} }={\mathbf {Wb}  \over \mathbf {m^{2}} }}
pa je:
{\displaystyle \mathbf {Wb} =\mathbf {V} \cdot \mathbf {s} \ }
Iz izraza 1 T = 1 Wb/m2 proizlazi međunarodna definicija:
1 tesla (T) je magnetska indukcija homogenog magnetskog polja u kojem magnetski tok od jednog vebera prolazi okomito kroz površinu od jednog četvornog metra.
Kako je 1 T vrlo velika jedinica, jer vrlo jaki elektromagneti imaju magnetsku indukciju 10 T, a Zemljino magnetsko polje jedva 10-5 T, to se upotrebljava za magnetsku indukciju manja jedinica gaus (G):
{\displaystyle \mathbf {G} =\mathbf {10^{-4}} \mathbf {T} \ }

## Primjeri
- u međuzvjezdanom svemirskom prostoru magnetsko polje je između 0,1 i 10 nT (10-10 T i 10-8 T),
- Zemljino magnetsko polje na 50° zemljopisne širine iznosi 58 µT (5,8×10-5 T), a na ekvatoru iznosi 31 µT (3,1×10-5 T),
- u velikom potkovičastom magnetu je magnetsko polje oko 1 mT (0,001 T),
- u veliki 13 kilogramski zvučnički magnet sadrži pobudnu zavojnicu od 1 T,
- u medicinskoj magnetskoj rezonanci do 4 T, eksperimentalno i do 7 T,
- u središtu Sunca 10 T,
- najjače trajno magnetsko polje dosad proizvedeno u laboratoriju (Florida State University's National High Magnetic Field Laboratory (Nacionalni laboratorij za jaka magnetska polja na saveznom Sveučilištu Florida)  u Tallahassee, SAD), 45 T   Arhivirana inačica izvorne stranice od 23. listopada 2005. (Wayback Machine),
- najjače (kratkotrajno) magnetsko polje dobiveno u laboratoriju (Koichi Kindo na Sveučilištu Osaka, Japan ), 80 T,
- najjače (kratkotrajno) magnetsko polje ikad dobiveno izazvalo je eksploziju u laboratoriju (Sarov, Rusija), 2800 T,
- na neutronskoj zvijezdi 1 do 100 MT (106 T do 108 T),
- na magnetaru (vrsta pulsara), 0,1 do 100 GT (108 do 1011 T),
- najveća teorijski pretpostavljena moguća vrijednost jakosti magnetskog polja bi mogla nastati u neutronskoj zvijezdi, 1013 T.

U geofizici se kao jedinica izvan SI sustava koristi jedinica gama, 1 γ = 10-9 T = 1 nT.

## Zanimljivosti
U Americi postoji tvrtka koja proizvodi električne automobile pod imenom Tesla Motors.